# Troján

Trojáni se vyskytují kolem Lagrangeových bodů L4 a L5 soustavy Slunce (žlutě) a Jupiter (modře)

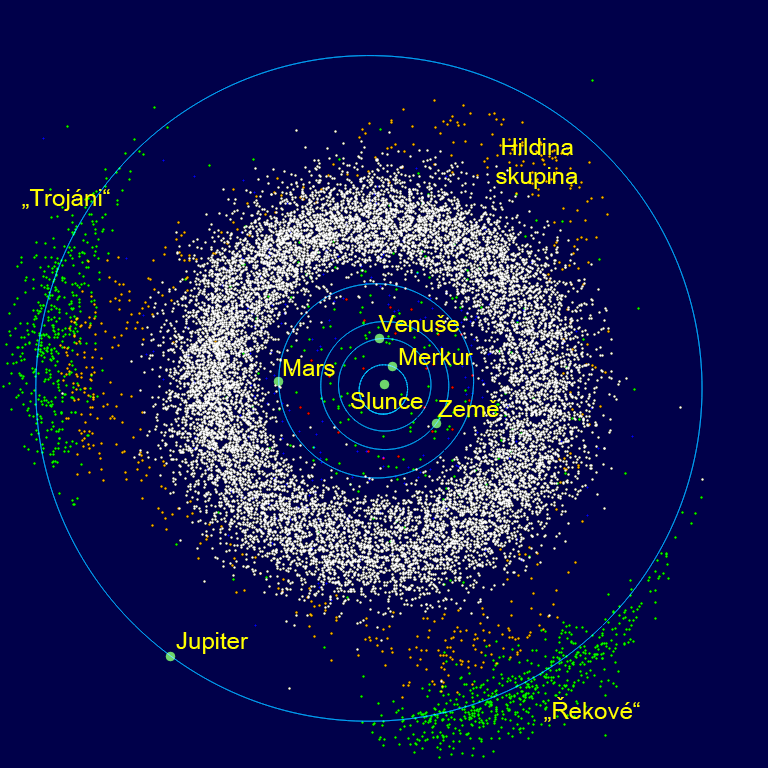
Schematické znázornění trojánů předcházejících a následujících Jupiter na jeho oběžné dráze (zeleně). Zobrazen je též hlavní pás planetek mezi oběžnými drahami Marsu a Jupiteru.

Troján (někdy též trojan či spíše zastarale trójan) je označení příslušníka skupiny planetek, obíhajících po stejné dráze jako planeta Jupiter, tedy jejich oběžné dráhy jsou v komensurabilitě 1:1 s drahou Jupiteru. V důsledku rezonančního gravitačního vlivu Jupiteru jsou soustředěny kolem bodů, předcházejících o 60°, respektive následujících o 60° planety (tedy kolem libračních center L4 resp. L5 soustavy Slunce-Jupiter).

## Historie objevů
Prvním objeveným trojánem byla planetka (588) Achilles, kterou objevil v roce 1906 Max Wolf na hvězdárně v Heidelbergu (Německo) a pojmenoval ji podle jednoho z hrdinů trójské války. Tato planetka se pohybuje kolem libračního bodu L4.

### Další trojáné
V roce 2005 bylo mezi trojány počítáno 936 objektů s definitivním označením a 891 pouze s provizorním označením (k 23. srpnu 2005). V roce 2016 to bylo celkově přes 6400 těles. V libračním bodu L4 bylo až dosud nalezeno více těles, než v bodě L5.
Vzhledem k tomu, že mezi těmito tělesy nezbytně musí docházet k častým srážkám, jejich počet se v čase mění.

### Pojmenování
Vzhledem k výjimečnosti dráhy Achilla došlo na návrh Johanna Palisy mezi astronomy k dohodě, že i další podobné planetky budou pojmenovávány podle hrdinů trójské války, popisované v eposu Ílias, jehož autorství je připisováno Homérovi. Později byla tato konvence upřesněna v tom smyslu, že objekty soustředěné v blízkosti bodu L4 budou pojmenovávány podle obléhajících Řeků (výjimkou je planetka (624) Hektor, pojmenovaná ještě před přijetím tohoto dodatečného pravidla), zatímco objekty kolem bodu L5 budou pojmenovány podle obránců města Trója (výjimkou je planetka (617) Patroclus).

## Vlastnosti
Jupiterovi trojáni patří k velmi tmavým tělesům sluneční soustavy, s albedem v rozmezí od 0,02 do 0,07. Zatím největším z nich je (624) Hektor o rozměrech přibližně 370 × 195 km.
Podle předpokladů by se měli z velké části skládat z materiálu, ze kterého se formovala všechna tělesa Sluneční soustavy před 4,5 miliardami let. Mohlo by tedy jít o nejméně přetvořené horniny v vnitřních částech Sluneční soustavy.